# Circonscriptions électorales de Nauru
Pour les articles homonymes, voir Circonscription électorale.
Pour un article plus général, voir Politique à Nauru.
À Nauru, les circonscriptions électorales sont les divisions législatives qui permettent d'élire les 19 membres qui siègent au Parlement.

## Description

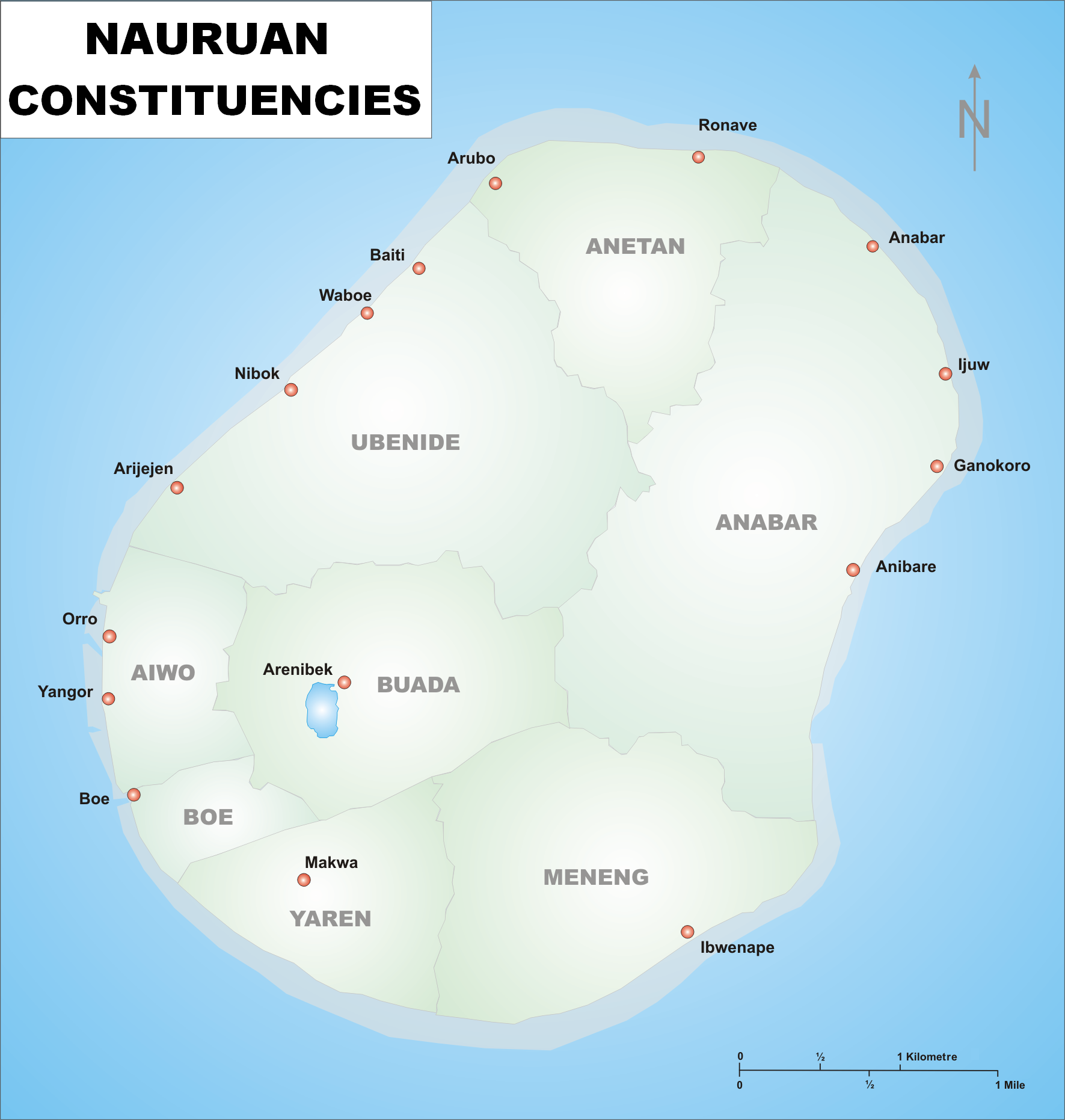
Carte des circonscriptions électorales de Nauru.

Ces huit circonscriptions électorales sont composées des quatorze districts de Nauru. Ce découpage électoral est inscrit dans l'article 28 de la constitution du pays qui date de 1968, année de l'indépendance.
| Nom     | District(s)                       | Sièges |
| ------- | --------------------------------- | ------ |
| Aiwo    | Aiwo                              | 2      |
| Anabar  | Anabar, Anibare et Ijuw           | 2      |
| Anetan  | Anetan et Ewa                     | 2      |
| Boe     | Boe                               | 2      |
| Buada   | Buada                             | 2      |
| Meneng  | Meneng                            | 3      |
| Ubenide | Baiti, Denigomodu, Nibok et Uaboe | 4      |
| Yaren   | Yaren                             | 2      |

Les élections parlementaires se tiennent à Nauru en général tous les trois ans. Tous les Nauruans âgés de plus de 20 ans ont le droit de vote. Chaque circonscription envoie deux membres au Parlement sauf celle  de Meneng qui en envoie trois tandis que celle d'Ubenide en envoie quatre, en raison de leurs populations plus importantes.